# Église Saint-Joseph de Washington
L'église Saint-Joseph (St. Joseph's Catholic Church, ou plus communément St. Joseph's on Capitol Hill) est une église paroissiale catholique américaine située à Capitol Hill, quartier de Washington, D.C.. Elle dépend de l'archidiocèse de Washington et se trouve à quelques centaines de mètres du Capitole des États-Unis et du bâtiment de la Cour suprême des États-Unis.

## Histoire
L'église est fondée par des immigrés allemands. La bénédiction de la première pierre, le 25 octobre 1868, regroupe une foule de vingt mille personnes y compris le président Andrew Johnson. L'architecte est originaire de Cologne et s'inspire du gothique rhénan. L'église est construite en pierres brunes de Hershey  et coûte 75 000 dollars de l'époque. Elle reçoit sa dédicace le 18 janvier 1891. Les messes y sont célébrées comme partout avant 1965 en latin, mais avec l'homélie prononcée en allemand, plutôt que l'anglais, jusqu'à ce que des maçons immigrés d'Italie avec leur famille et travaillant à l'extension du Capitole, ne viennent rejoindre la communauté paroissiale. L'église connaît une restauration d'ensemble en 2002.
La proximité de l'église avec la Cour suprême, le Capitole et les bureaux des parlementaires attire un certain nombre de membres du Congrès, de fonctionnaires et d'employés du Congrès et de la Cour suprême aux messes de semaine. L'église se trouve du côté du Sénat du Capitole, d'où son surnom d'« église du Sénat », tandis que de l'autre côté, du côté de la Chambre des Représentants du Capitole, se trouve l'église Saint-Pierre, surnommée l'« église de la Chambre des Représentants » (the House Church). Parmi ceux à qui il est arrivé d'assister ici aux messes de semaine l'on peut citer le sénateur John Kenna, le sénateur Robert F. Kennedy, le sénateur Ted Kennedy, ou encore les juges Antonin Scalia et Clarence Thomas.
En 2017, l'église commence à organiser une « Gold Mass » annuelle pour les employés du Congrès. L'adoration eucharistique est proposée le matin tous les premiers vendredis du mois.